# West Wemyss
West Wemyss è un villaggio situato sulla costa settentrionale del Firth of Forth, nel Fife, Scozia con una popolazione, secondo stime del 2007, di 237 abitanti.
West Wemyss fece parte, nel 1511, della baronia della famiglia Wemyss da cui prese il nome.
Il villaggio fu centro del commercio ed esportazione del sale e, specialmente, del carbone fino agli inizi del XX secolo..
Attualmente gode di un certo flusso turistico.